# Aiszümnétész
Az aiszümnétész az ókori Görögországban, a Kr. e. 6. század idején döntőbíró, politikai zavargások idején felkért, vagy kijelölt, rendkívüli hatalommal felruházott tisztségviselő, törvényhozó volt.  (pl. Pittakosz, Kharóndász). Egyes államokban (Megara, Milétosz, Naxosz) a vezető politikai tisztség elnevezése.